# Jean-Philippe Bettendorff
Jean-Philippe Bettendorff ou Johann Philipp Bettendorff, connu au Brésil sous le nom de João Felipe Bettendorff, né le 25 août 1625 à Lintgen et mort le 5 août 1698 à Belém, est un chroniqueur, jésuite luxembourgeois, missionnaire et peintre naturalisé brésilien.

## Biographie

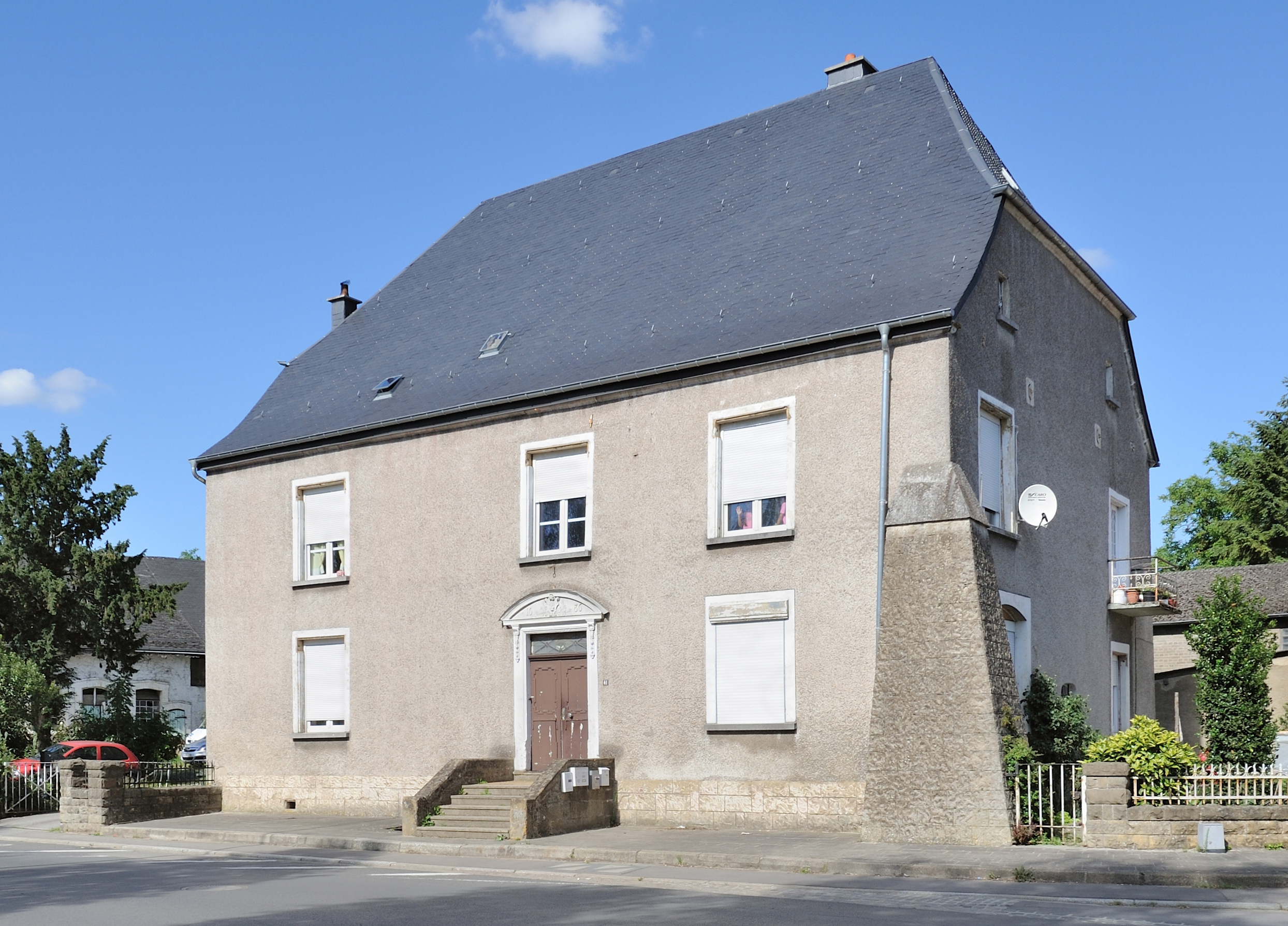
Lieu de naissance de Johann Philipp Bettendorf à Lintgen, Luxembourg.

Johann Philipp Bettendorf(f) (baptisé Johannes Philippus) naît le 25 août 1625 à Lintgen, au Luxembourg. Issu d'une famille aisée, il étudie les sciences humaines au collège des Jésuites de Luxembourg, la philosophie à l'université de Trèves et le droit à Coni. En novembre 1647, il entre au noviciat de la Compagnie de Jésus à Tournai et passe plusieurs périodes d'études dans les collèges de la Compagnie aux Pays-Bas espagnols. Il étudie ensuite la théologie à Douai. Polyglotte, il parle allemand, français, italien, flamand, espagnol et latin, et est considéré comme extrêmement cultivé.

### La mission à Maranhão
En 1659, peu après son ordination sacerdotale, il est désigné par le général de la Compagnie de Jésus pour la mission à Maranhão, en Amazonie portugaise. Cette désignation répond aux demandes de nouveaux missionnaires du supérieur de Maranhão, qui est à l'époque le père António Vieira.
Après un séjour au Portugal, il part pour le nord du Brésil en compagnie de Gaspar Misch, un missionnaire comme lui, et arrive à São Luís do Maranhão le 20 janvier 1661. Au Portugal et au Brésil, il apprend le nheengatu, ou langue générale, en utilisant la grammaire écrite par son père Luís Figueira, dont il laisse un résumé traduit en latin peu avant son départ.
Après une rencontre avec Antônio Vieira à Belém, il est d'abord destiné à la colonie de Mortigura, à la périphérie de la ville, afin de se familiariser avec la langue et la méthode d'évangélisation des autochtones. Quelques mois plus tard, il a été envoyé à l'embouchure de la rivière Tapajós dans le but d'y établir une colonie. Ici, Bettendorff se consacre à la catéchèse des indigènes, en prenant soin d'entretenir de bonnes relations avec les chefs des tribus locales, selon les directives de la Compagnie de Jésus. Peu après, une révolte éclate parmi les colons de Belém et de São Luís contre les jésuites. La raison de ce conflit est une loi du 9 avril 1655, élaborée sous l'influence d'Antônio Vieira, qui place les indigènes sous la protection des missionnaires et empêche leur utilisation comme ouvriers pour les colons. Lorsqu'il entend parler de la révolution, il rejoint les jésuites qui se trouvent à Gurupá. En 1662, il est placé sur un bateau avec six autres jésuites pour être déporté à Lisbonne, mais le bateau commence à couler et il retourne à Belém, où il reste en résidence surveillée jusqu'au 2 juin 1662,.
Avec la fin de la révolte, Jean-Philippe Bettendorff est nommé supérieur jésuite de Belém en juin 1662, et l'année suivante, il est envoyé à São Luís comme administrateur de la mission de cette ville, la plus importante de l'Amazonie. Là, Jean-Philippe Bettendorff se distingue par la qualité de sa gestion, mais ses lettres au supérieur général de la Société en Europe révèlent des problèmes dans ses relations avec les colons et les abus subis par les indigènes. Il se plaint également des indigènes eux-mêmes, peu enclins à évangéliser.
En 1668, après l'inspection du Père Visiteur Manuel Juzarte, Jean-Philippe Bettendorff est choisi comme nouveau supérieur de la Mission, le plus haut poste des Jésuites de la cargaison dans l'État de Maranhão et Gran Pará. Diverses réformes sont réalisées sous son mandat, comme l'élévation en 1670 des maisons jésuites de São Luís et de Belém dans la catégorie des collèges. Les collèges servent à la formation des novices et sont équipés d'une bibliothèque et d'ateliers pour la production d'objets liturgiques. En outre, ils servent de centres où les pères, normalement répartis entre diverses missions, se réunissent régulièrement, contribuant ainsi à la cohésion de la communauté.
Au début des années 1670, la colonie et les jésuites connaissent des difficultés économiques. En 1674, Jean-Philippe Bettendorff est remplacé par l'italien Peter Louis Consalvi comme supérieur de la Mission et revient pour être recteur du collège de São Luís. Dans cette ville, il donne l'impulsion à la construction de l'église Notre-Dame de la Lumière (l'actuelle cathédrale de São Luís) et encourage l'économie avec une plantation de cacao et la production et la vente de briques. En 1679, le Père Visiteur Pedro de Pedrosa, avec l'appui du Consalvi, destitue Jean-Philippe Bettendorff de son poste de recteur, mais le processus est jugé irrégulier et le missionnaire luxembourgeois reprend son poste en 1681. Ces mêmes années sont également marquées par des conflits administratifs avec le diocèse de São Luís do Maranhão, fondé en 1677.

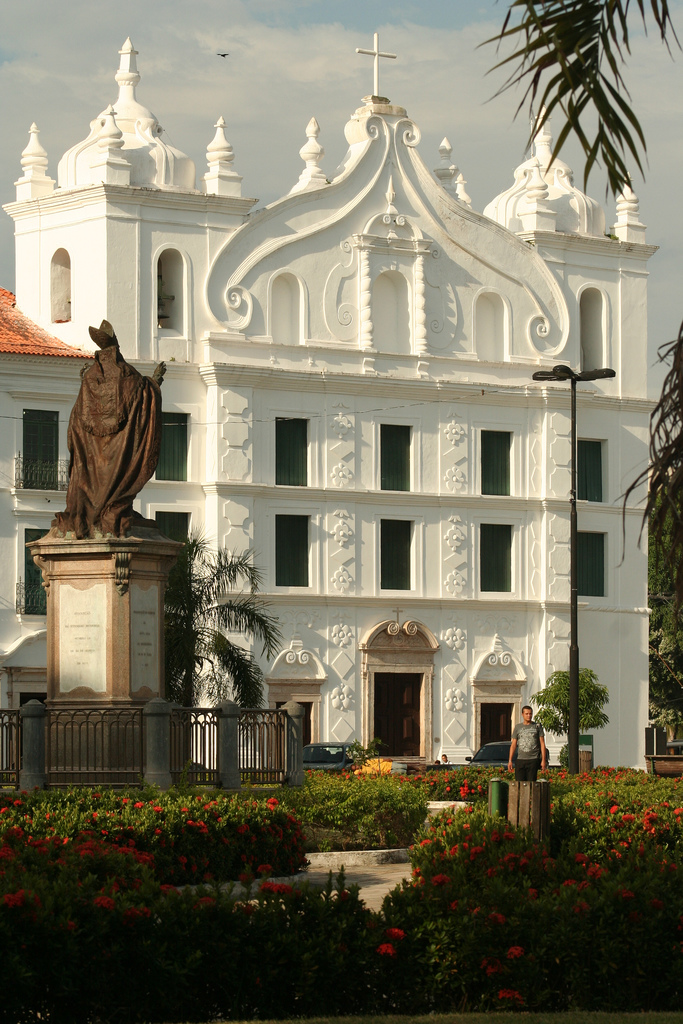
L'ancienne église et le collège de Saint-Alexandre, où Jean-Philippe Bettendorff travaillait.

Au début des années 1680, le Portugal adopte de nouvelles lois visant à intégrer l'État du Maranhão au commerce colonial, ce qui provoque des conflits avec les colonisateurs. Les lois comprennent des dispositions, inspirées par le père Antônio Vieira, pour encourager l'utilisation de la main-d'œuvre africaine esclave au lieu de la main-d'œuvre indigène. Ainsi, en 1684, une nouvelle révolte (la révolte de Beckman) éclate, provoquée en partie par la fondation de la Companhia do Comércio do Estado do Maranhão e Grão-Pará, créée par le Portugal pour monopoliser le commerce, et par la difficulté de trouver de la main-d'œuvre indigène et le prix élevé des esclaves africains. Les jésuites sont considérés comme faisant partie du problème et sont tous expulsés. Jean-Philippe Bettendorff, avec un groupe de missionnaires, se rend à Recife et de là à Salvador de Bahia.

### Au Portugal
Après une rencontre avec Antônio Vieira, Jean-Philippe Bettendorff est envoyé à Lisbonne pour présenter la situation à la Cour portugaise, où il arrive en octobre 1684. Sur la base des négociations de Jean-Philippe Bettendorff, entre autres choses, le Regimento das Missões est rédigé en 1686 pour réglementer les colonies indigènes et leur utilisation comme source de main-d'œuvre pour la colonie. Un avantage pour les Jésuites est que le Regimento précise que les pères ont un contrôle total sur les colonies, ce que les colons considèrent avec hostilité. Pendant son séjour à Lisbonne, Jean-Philippe Bettendorff publie deux ouvrages liés au travail missionnaire en Amazonie : une réédition de l' Arte da Língua Brasílica, grammaire tupi, du père Luís Figueira, en 1687, et le Compendio da doutrina christam na Lingua Portugueza & Brasilica, un catéchisme bilingue, en nheengatu et en portugais, également publié en 1687, et écrit par Jean-Philippe Bettendorff lui-même.

### Dernières années
Le 3 août 1688, Jean-Philippe Bettendorff retourne en Amazonie, où il est immédiatement réintégré comme recteur du collège de São Luís. Là, il doit relever le défi de la mise en œuvre du nouveau Regimento das Missões, auquel les colons s'opposent avec ténacité. En 1690, à la fin du mandat du père suisse Jódoco Perret, Jean-Philippe Bettendorff devient pour la deuxième fois supérieur de la Mission. Il encourage ensuite l'enseignement dans les collèges avec des professeurs venant des universités de Coimbra et d'Evora, alors administrées par les jésuites eux-mêmes, ce qui permet de donner des cours de latin aux enfants des colons.
En 1693, vers la fin de son mandat, Jean-Philippe Bettendorff entreprend la redistribution des colonies entre les ordres religieux présents en Amazonie. Les Jésuites  laissent plusieurs missions à l'intérieur du pays aux autres ordres, ce qui est bien accueilli par Jean-Philippe Bettendorff, car les Jésuites ne peuvent pas s'occuper convenablement du grand nombre de colonies. Au milieu de l'année 1693, le père Bento de Oliveira devient supérieur et Jean-Philippe Bettendorff passe quelque temps à l'intérieur. En 1696, il retourne à Belém, où il est l'assistant du nouveau supérieur, José Ferreira, et participe activement aux activités du collège Saint-Alexandre.
Dans ses dernières années, Jean-Philippe Bettendorff se consacre à la rédaction de la Crônica dos Padres da Companhia de Jesus no Estado do Maranhão (1627-1698), une tâche qui lui avait été confiée par les supérieurs Bento de Oliveira et José Ferreira. Il meurt avant de l'avoir achevé, le 5 août 1698.

## Activité artistique

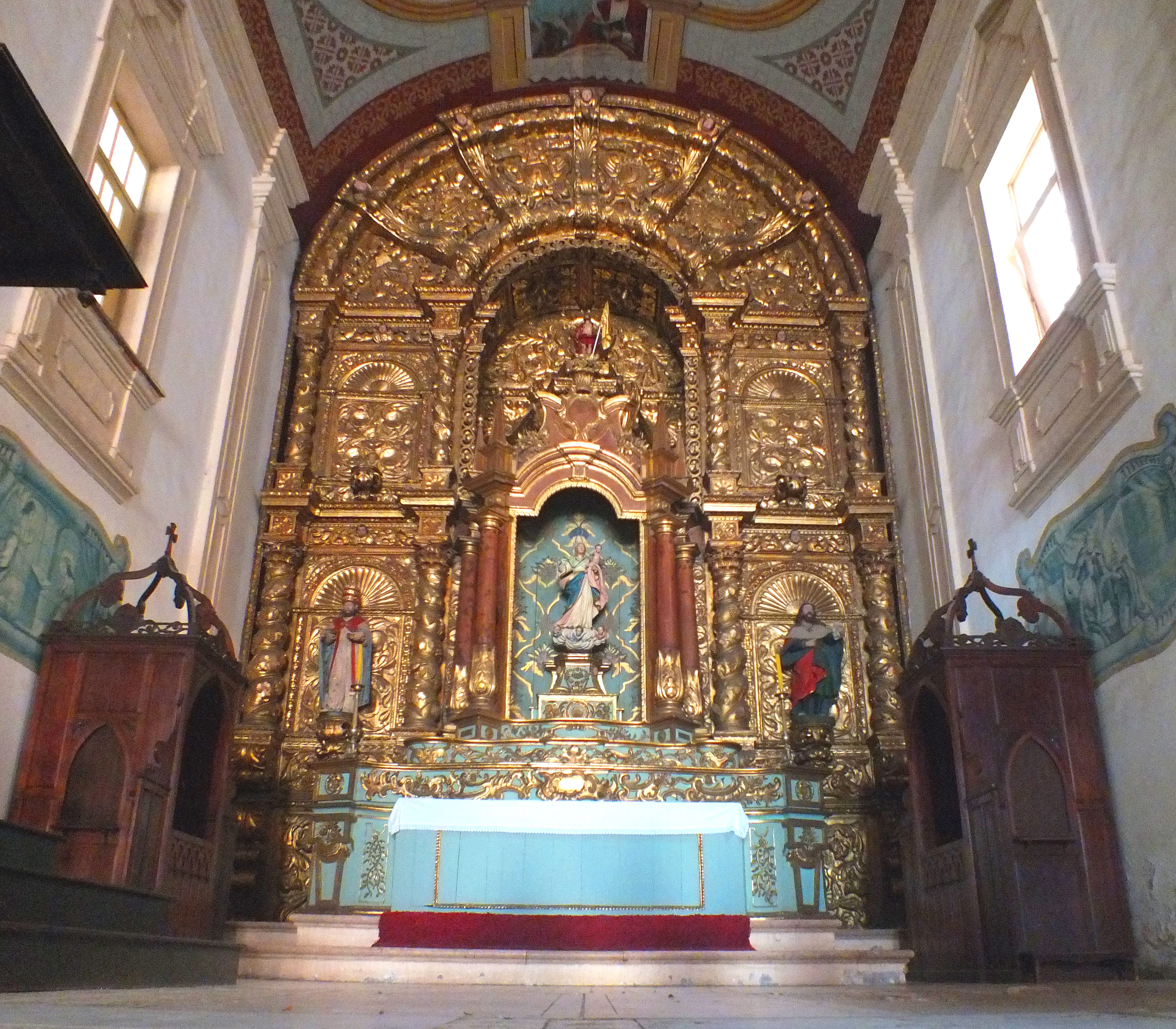
Le maître-autel de l'église de São Luís, conçu par Jean-Philippe Bettendorff et sculpté par Manuel Manços.

Entre 1661 et 1695, dans le cadre de son activité missionnaire, Jean-Philippe Bettendorff est responsable de la construction et de la décoration picturale d'églises en Amazonie, tant dans la région de Belém que dans celle de São Luís. Son travail est connu à travers la Crônica qu'il a écrite lui-même, dans laquelle il documente ses travaux artistiques. En 1662, il construit une église à Santarém, dont il décore également l'autel avec un retable de Notre-Dame de la Conception. Pour l'église de Monte Alegre, il réalise en 1681 la façade de l'autel et un retable représentant à nouveau Notre-Dame de la Conception. À São Luís, en 1690, il réalise le projet de l'église du Collège de Saint-Louis (l'actuelle cathédrale de São Luís), ainsi que sa façade et ses autels. À l'intérieur se trouve également le maître-autel conçu par lui et sculpté par le sculpteur Manuel Manços.